# Jean-François Cail

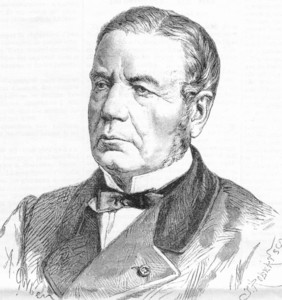
Jean-François Cail

Jean-François Cail ur. 8 lutego 1804 w Chef-Boutonne, zm. 22 maja 1871 pod Ruffec – francuski przedsiębiorca, inżynier i konstruktor.
Od r. 1844 konstruował lokomotywy, w tym lokomotywę pośpieszną Cramptona.

## Hołd
Jego nazwisko pojawiło się na liście 72 nazwisk na wieży Eiffla.